# Deuterotinea tauridella
Deuterotinea tauridella är en fjärilsart som beskrevs av Achille Guenée 1845. Deuterotinea tauridella ingår i släktet Deuterotinea och familjen Eriocottidae. Inga underarter finns listade i Catalogue of Life.